# Межевая Утка
Межева́я У́тка — река на Среднем Урале, правый приток Чусовой. Протекает по землям Горноуральского городского округа и муниципального образования «город Нижний Тагил» Свердловской области России. 
Длина — 121 км. Площадь бассейна — 1330 км² .

## География

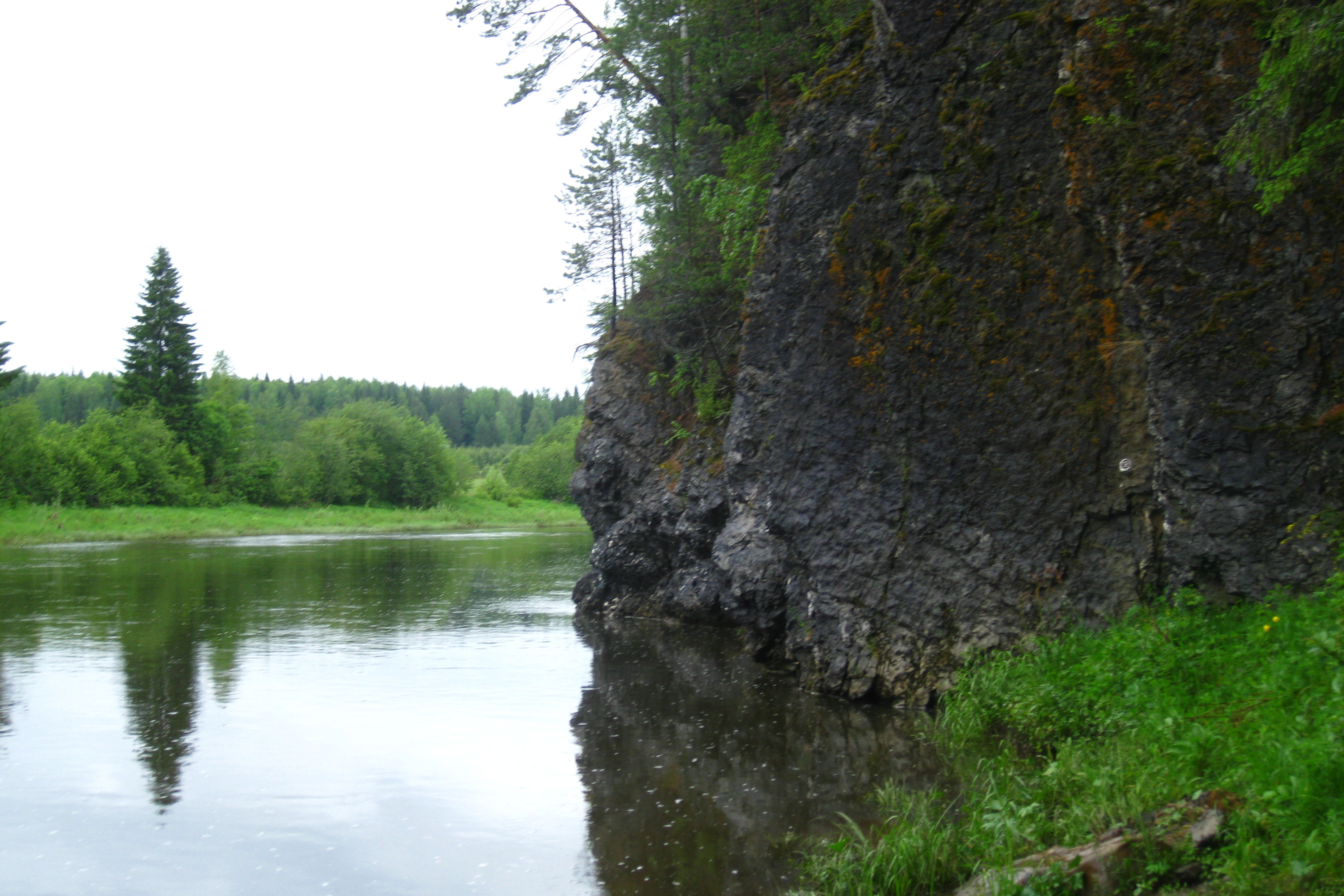
Скальный выход на берегу Межевой Утки близ деревни Баронской

Берёт начало на западном склоне Уральского хребта, течёт сперва к югу до Висима, затем поворачивает к северо-западу и течёт до Висимо-Уткинска , откуда направляется к юго-западу и впадает с правой стороны в реку Чусовую. При скалистом ложе крутых, местами до 60 метров возвышенных берегах, Межевая Утка течёт на всём протяжении очень быстро. Была судоходна, начиная от Висимо-Уткинска, где в XIX веке строились суда.

## Наименование
Существует две версии происхождения названия реки Межевой Утки. Согласно первой, название происходит от проходившей по реке границы между владениями Строгановых и Демидовых.
Вторая версия опирается на книгу «Пермская летопись с 1263—1881 г. Первый период с 1263—1613. Пермь, 1881»
Строгановы, собравши своих людей и наёмных казаков довольно, — послали на тех недоброжелательных соседей, живущих вверх по Чусовой, вогулич и остяков, в отомщение их бунтовства, учинить на их жилища нападение; те посланные многих бунтовщиков побили и жилища их в пепел обратили, жён и детей в полон побрали, и дошедши до реки Утки, которая выпала в реку Чусовую, остановились и далее в верх по Чусовой идти не отважились, опасаясь многолюдства татарского и вогульского и сибирского владения, и оттоль благополучно к городку своему возвратились, довольно отомстя неприятелю; не вдолге на тех завоёванных вогульских местах поселили они, Строгановы, своих крестьян до той помянутой речки Утки, — почему в данной им, Строгановым, жалованной грамоте, та речка тогда Межевою и названа…

## Притоки
30 км: Большие Таны (лв.)
40 км: Большой Лебедь (лв.)
45 км: Большая Ашка (пр.)
67 км: Шайтанка (лв.)
Смородинка впадает в Смородинское водохранилище (ранее в Межевую Утку).

## Населённые пункты
На реке Межевой Утке расположены следующие населённые пункты (от истока к устью):
- посёлок Синегорский[4],
- посёлок Утка (упразднён)[4],
- посёлок Висим[5],
- посёлок Висимо-Уткинск[6],
- посёлок Таны[7],
- деревня Баронская[6],
- деревня Усть-Утка[6].

## В литературе
- Алексей Иванов «Золото Бунта»